# 帰る場所 (Kiroroのアルバム)
『帰る場所』（かえるばしょ）はKiroroの2枚目のミニ・アルバム。発売元はビクターエンタテインメント。
沖縄県限定盤が2005年1月21日、全国盤が2005年6月23日に発売。沖縄県限定盤は8000枚を突破する売上を記録。2008年12月3日にスペシャルプライス盤が発売。

## 収録曲
作詞・作曲：玉城千春（1,2,3,5）／金城綾乃（4,6）
1. 南の風
  - 編曲：石塚知生
2. 紅芋娘
  - 編曲：Kiroro・知野芳彦
3. かーこ
  - 編曲：Kiroro・知野芳彦
4. 魚が空を仰ぐとき
  - 編曲：重実徹
5. サンゴの唄
  - 編曲：Kiroro
6. 帰る場所
  - 編曲：重実徹